# Torresmenudas
Torresmenudas ist eine kleine westspanische Gemeinde (municipio) in der Provinz Salamanca in der Autonomen Gemeinschaft Kastilien-León. 2024 hatte die Gemeinde 184 Einwohner. 

## Geographie
Torresmenudas befindet sich etwa 18 Kilometer nordnordöstlich vom Stadtzentrum der Provinzhauptstadt Salamanca in einer Höhe von ca. 785 m. 

## Bevölkerungsentwicklung
| Jahr      | 1900 | 1920 | 1950 | 1970 | 1981 | 1991 | 2001 | 2011 | 2021 |
| Einwohner | 375  | 381  | 434  | 357  | 285  | 272  | 219  | 213  | 201  |

## Sehenswürdigkeiten
- Iglesia de San Román Mártir (Romanuskirche)

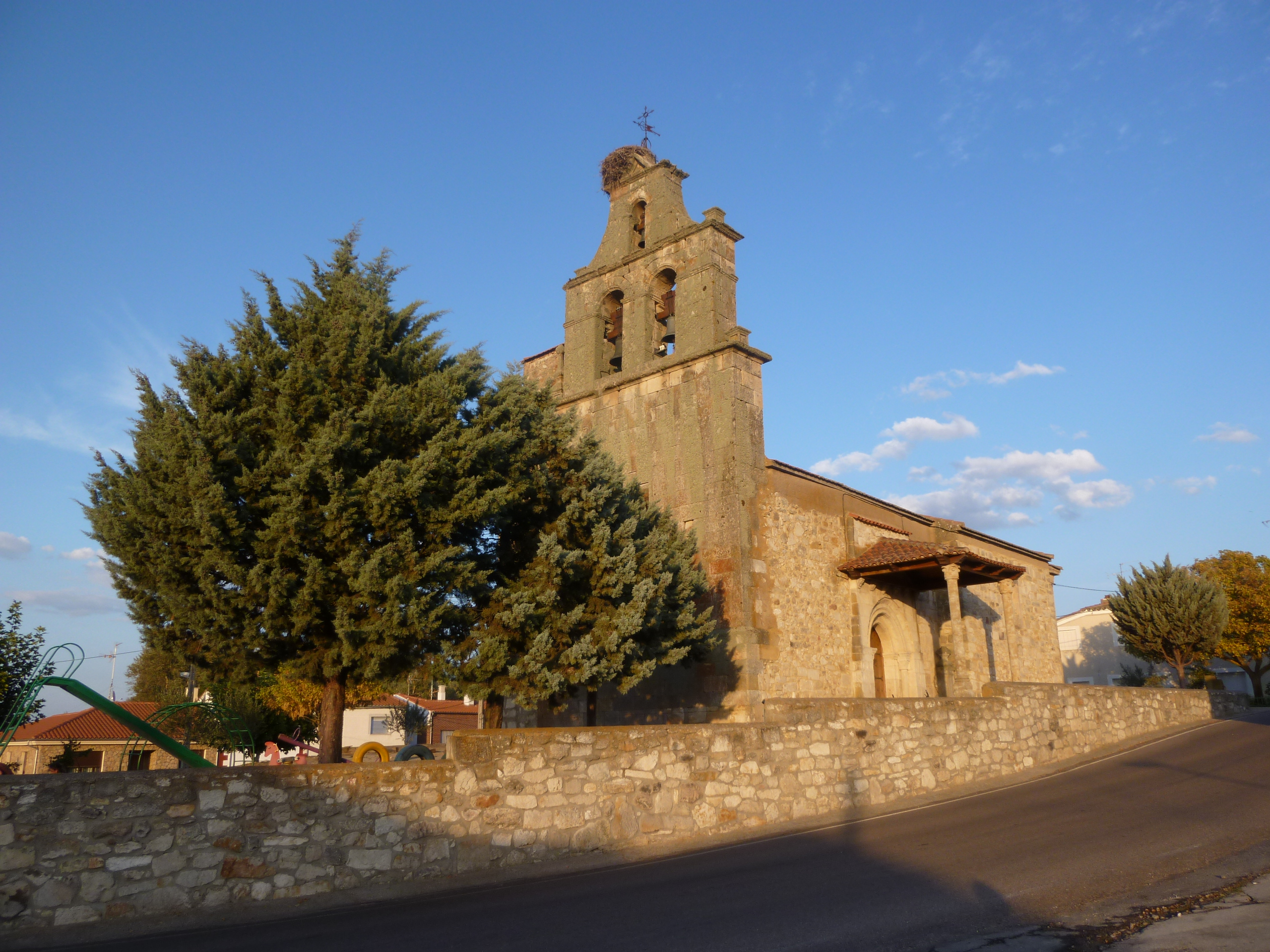
Romanuskirche